# Campeonato Mundial de Duatlón
El Campeonato Mundial de Duatlón es la máxima competición internacional de duatlón. Es organizado desde 1990 por la Unión Internacional de Triatlón.

## Ediciones
| N.º    | Año  | Sede           | País           |
| ------ | ---- | -------------- | -------------- |
| I      | 1990 | Cathedral City | Estados Unidos |
| II     | 1991 | Cathedral City | Estados Unidos |
| III    | 1992 | Fráncfort      | Alemania       |
| IV     | 1993 | Arlington      | Estados Unidos |
| V      | 1994 | Hobart         | Australia      |
| VI     | 1995 | Cancún         | México         |
| VII    | 1996 | Ferrara        | Italia         |
| VIII   | 1997 | Guernica       | España         |
| IX     | 1998 | Sankt Wendel   | Alemania       |
| X      | 1999 | Huntersville   | Estados Unidos |
| XI     | 2000 | Calais         | Francia        |
| XII    | 2001 | Rímini         | Italia         |
| XIII   | 2002 | Alpharetta     | Estados Unidos |
| XIV    | 2003 | Affoltern      | Suiza          |
| XV     | 2004 | Geel           | Bélgica        |
| XVI    | 2005 | Newcastle      | Australia      |
| XVII   | 2006 | Corner Brook   | Canadá         |
| XVIII  | 2007 | Gyor           | Hungría        |
| XIX    | 2008 | Rímini         | Italia         |
| XX     | 2009 | Concord        | Estados Unidos |
| XXI    | 2010 | Edimburgo      | Reino Unido    |
| XXII   | 2011 | Gijón          | España         |
| XXIII  | 2012 | Nancy          | Francia        |
| XXIV   | 2013 | Cali           | Colombia       |
| XXV    | 2014 | Pontevedra     | España         |
| XXVI   | 2015 | Adelaida       | Australia      |
| XXVII  | 2016 | Avilés         | España         |
| XXVIII | 2017 | Penticton      | Canadá         |
| XXIX   | 2018 | Fionia         | Dinamarca      |
| XXX    | 2019 | Pontevedra     | España         |
| XXXI   | 2021 | Avilés         | España         |
| XXXII  | 2022 | Târgu Mureș    | Rumania        |
| XXXIII | 2023 | Ibiza          | España         |
| XXXIV  | 2024 | Townsville     | Australia      |
| XXXV   | 2025 | Pontevedra     | España         |

## Palmarés

### Masculino
| N.º    | Año  | Sede                             | Oro                             | Plata                                 | Bronce                         |
| ------ | ---- | -------------------------------- | ------------------------------- | ------------------------------------- | ------------------------------ |
| I      | 1990 | Cathedral City ( Estados Unidos) | Kenny Souza Estados Unidos      | George Pierce Estados Unidos          | Benjamín Paredes · México      |
| II     | 1991 | Cathedral City ( Estados Unidos) | Matthew Brick Nueva Zelanda     | Jeff Devlin Estados Unidos            | Shane Cleveland Estados Unidos |
| III    | 1992 | Fráncfort · ( Alemania)          | Matthew Brick Nueva Zelanda     | Benjamín Paredes · México             | Mark Koks · Países Bajos       |
| IV     | 1993 | Arlington ( Estados Unidos)      | Greg Welch Australia            | Urs Dellsperger · Suiza               | Spencer Smith Reino Unido      |
| V      | 1994 | Hobart ( Australia)              | Normann Stadler · Alemania      | Urs Dellsperger · Suiza               | Andrew Noble Australia         |
| VI     | 1995 | Cancún · ( México)               | Oscar Galíndez Argentina        | Urs Dellsperger · Suiza               | Normann Stadler · Alemania     |
| VII    | 1996 | Ferrara · ( Italia)              | Andrew Noble Australia          | Štěpán Chroustovský · República Checa | Tim Bentley Australia          |
| VIII   | 1997 | Guernica · ( España)             | Jonathan Hall Australia         | Yann Millon Francia                   | Nicolas Lebrun Francia         |
| IX     | 1998 | Sankt Wendel · ( Alemania)       | Yann Millon Francia             | Nicolas Lebrun Francia                | Andrew Noble Australia         |
| X      | 1999 | Huntersville ( Estados Unidos)   | Yann Millon Francia             | Jurgen Dereere · Bélgica              | Raúl Llamazares · España       |
| XI     | 2000 | Calais ( Francia)                | Benny Vansteelant · Bélgica     | Yann Millon Francia                   | Huub Maas · Países Bajos       |
| XII    | 2001 | Rímini · ( Italia)               | Benny Vansteelant · Bélgica     | Marcel Laros · Países Bajos           | Luca Barzaghi · Italia         |
| XIII   | 2002 | Alpharetta ( Estados Unidos)     | Tim Don Reino Unido             | Greg Bennett Australia                | Luca Barzaghi · Italia         |
| XIV    | 2003 | Affoltern · ( Suiza)             | Benny Vansteelant · Bélgica     | Jonathan Hall Australia               | Alessandro Alessandri · Italia |
| XV     | 2004 | Geel · ( Bélgica)                | Benny Vansteelant · Bélgica     | Lino Barruncho Portugal               | Nicolas Lebrun Francia         |
| XVI    | 2005 | Newcastle ( Australia)           | Paul Amey Reino Unido           | Tim Don Reino Unido                   | Javier García Gómez · España   |
| XVII   | 2006 | Corner Brook · ( Canadá)         | Leon Griffin Australia          | Jurgen Dereere · Bélgica              | Rob Woestenborghs · Bélgica    |
| XVIII  | 2007 | Gyor · ( Hungría)                | Paul Amey Reino Unido           | Jurgen Dereere · Bélgica              | Sérgio Silva Portugal          |
| XIX    | 2008 | Rímini · ( Italia)               | Rob Woestenborghs · Bélgica     | Paul Amey Reino Unido                 | Bart Aernouts · Bélgica        |
| XX     | 2009 | Concord ( Estados Unidos)        | Jarrod Shoemaker Estados Unidos | Damien Derobert Francia               | Jurgen Dereere · Bélgica       |
| XXI    | 2010 | Edimburgo ( Reino Unido)         | Bart Aernouts · Bélgica         | Rob Woestenborghs · Bélgica           | Joerie Vansteelant · Bélgica   |
| XXII   | 2011 | Gijón · ( España)                | Roger Roca · España             | Víctor del Corral · España            | Benoît Nicolas Francia         |
| XXIII  | 2012 | Nancy ( Francia)                 | Emilio Martín · España          | Antoine Duvivier · Bélgica            | Benoît Nicolas Francia         |
| XXIV   | 2013 | Cali · ( Colombia)               | Rob Woestenborghs · Bélgica     | Emilio Martín · España                | Benoît Nicolas Francia         |
| XXV    | 2014 | Pontevedra · ( España)           | Benoît Nicolas Francia          | Étienne Diemunsch Francia             | Emilio Martín · España         |
| XXVI   | 2015 | Adelaida ( Australia)            | Emilio Martín · España          | Benoît Nicolas Francia                | Mark Buckingham Reino Unido    |
| XXVII  | 2016 | Avilés · ( España)               | Richard Murray Sudáfrica        | Emilio Martín · España                | Jorik van Egdom · Países Bajos |
| XXVIII | 2017 | Penticton · ( Canadá)            | Benoît Nicolas Francia          | Emilio Martín · España                | Mark Buckingham Reino Unido    |
| XXIX   | 2018 | Fionia ( Dinamarca)              | Andreas Schilling Dinamarca     | Yohan Le Berre Francia                | Mark Buckingham Reino Unido    |
| XXX    | 2019 | Pontevedra · ( España)           | Benjamin Choquert Francia       | Emilio Martín · España                | Angelo Vandecasteele · Bélgica |
| XXXI   | 2021 | Avilés · ( España)               | Nathan Guerbeur Francia         | Maxime Hueber Francia                 | Arnaud Dely · Bélgica          |
| XXXII  | 2022 | Târgu Mureș · ( Rumania)         | Krilan Le Bihan Francia         | Benjamin Choquert Francia             | Maxime Hueber Francia          |
| XXXIII | 2023 | Ibiza · ( España)                | Mario Mola · España             | Benjamin Choquert Francia             | Krilan Le Bihan Francia        |
| XXXIV  | 2024 | Townsville ( Australia)          | Javier Martín Morales · España  | Benjamin Choquert Francia             | Thomas Laurent Francia         |
| XXXV   | 2025 | Pontevedra · ( España)           | Benjamin Choquert Francia       | Arnaud Dely · Bélgica                 | Antonio Serrat · España        |

### Femenino
| N.º    | Año  | Sede                             | Oro                                | Plata                         | Bronce                            |
| ------ | ---- | -------------------------------- | ---------------------------------- | ----------------------------- | --------------------------------- |
| I      | 1990 | Cathedral City ( Estados Unidos) | Thea Sybesma · Países Bajos        | Donna Peters Estados Unidos   | Sylviane Puntous · Canadá         |
| II     | 1991 | Cathedral City ( Estados Unidos) | Erin Baker Nueva Zelanda           | Donna Peters Estados Unidos   | Thea Sybesma · Países Bajos       |
| III    | 1992 | Fráncfort · ( Alemania)          | Jenny Alcorn Australia             | Sue Schlatter · Canadá        | Thea Sybesma · Países Bajos       |
| IV     | 1993 | Arlington ( Estados Unidos)      | Carol Montgomery · Canadá          | Irma Heeren · Países Bajos    | Maddy Tormoen Estados Unidos      |
| V      | 1994 | Hobart ( Australia)              | Irma Heeren · Países Bajos         | Natascha Badmann · Suiza      | Jackie Gallagher Australia        |
| VI     | 1995 | Cancún · ( México)               | Natascha Badmann · Suiza           | Sybille Blersch · Suiza       | Irma Heeren · Países Bajos        |
| VII    | 1996 | Ferrara · ( Italia)              | Jackie Gallagher Australia         | Lucy Smith · Canadá           | Susanne Nedergaard · Países Bajos |
| VIII   | 1997 | Guernica · ( España)             | Irma Heeren · Países Bajos         | Michelle Dillon Reino Unido   | Virginia Berasategi · España      |
| IX     | 1998 | Sankt Wendel · ( Alemania)       | Irma Heeren · Países Bajos         | Edwige Pitel Francia          | Dolorita Gerber · Suiza           |
| X      | 1999 | Huntersville ( Estados Unidos)   | Jackie Gallagher Australia         | Emma Carney Australia         | Fiona Lothian Reino Unido         |
| XI     | 2000 | Calais ( Francia)                | Stephanie Forrester Reino Unido    | Siri Lindley Estados Unidos   | Christiane Soeder · Alemania      |
| XII    | 2001 | Rímini · ( Italia)               | Erika Csomor · Hungría             | Michelle Dillon Reino Unido   | Annie Emmerson Reino Unido        |
| XIII   | 2002 | Alpharetta ( Estados Unidos)     | Corinne Raux Francia               | Erika Csomor · Hungría        | Edwige Pitel Francia              |
| XIV    | 2003 | Affoltern · ( Suiza)             | Edwige Pitel Francia               | Audrey Cléau Francia          | Vicki Pincombe Reino Unido        |
| XV     | 2004 | Geel · ( Bélgica)                | Erika Csomor · Hungría             | Annie Emmerson Reino Unido    | Laura Giordano · Italia           |
| XVI    | 2005 | Newcastle ( Australia)           | Michelle Dillon Reino Unido        | Catriona Morrison Reino Unido | Andrea Whitcombe Reino Unido      |
| XVII   | 2006 | Corner Brook · ( Canadá)         | Catriona Morrison Reino Unido      | Kirsty Smith · Canadá         | Michelle Lee Reino Unido          |
| XVIII  | 2007 | Gyor · ( Hungría)                | Vanessa Fernandes Portugal         | Michelle Dillon Reino Unido   | Erika Csomor · Hungría            |
| XIX    | 2008 | Rímini · ( Italia)               | Vanessa Fernandes Portugal         | Catriona Morrison Reino Unido | Ana Burgos · España               |
| XX     | 2009 | Concord ( Estados Unidos)        | Vendula Frintová · República Checa | Sandra Levenez Francia        | Ana Burgos · España               |
| XXI    | 2010 | Edimburgo ( Reino Unido)         | Catriona Morrison Reino Unido      | Sandra Levenez Francia        | Felicity Sheedy-Ryan Australia    |
| XXII   | 2011 | Gijón · ( España)                | Katie Hewison Reino Unido          | Jenny Schulz · Alemania       | Sandra Levenez Francia            |
| XXIII  | 2012 | Nancy ( Francia)                 | Felicity Sheedy-Ryan Australia     | Katie Hewison Reino Unido     | Sandra Levenez Francia            |
| XXIV   | 2013 | Cali · ( Colombia)               | Ai Ueda Japón                      | Sandra Levenez Francia        | Jenny Schulz · Alemania           |
| XXV    | 2014 | Pontevedra · ( España)           | Sandra Levenez Francia             | Gillian Backhouse Australia   | Sabrina Godard Francia            |
| XXVI   | 2015 | Adelaida ( Australia)            | Emma Pallant Reino Unido           | Ai Ueda Japón                 | Sandra Levenez Francia            |
| XXVII  | 2016 | Avilés · ( España)               | Emma Pallant Reino Unido           | Andrea Steyn Sudáfrica        | Mavi García · España              |
| XXVIII | 2017 | Penticton · ( Canadá)            | Felicity Sheedy-Ryan Australia     | Mavi García · España          | Emma Pallant Reino Unido          |
| XXIX   | 2018 | Fionia ( Dinamarca)              | Sandrina Illes · Austria           | Ai Ueda Japón                 | Georgina Schwiening Reino Unido   |
| XXX    | 2019 | Pontevedra · ( España)           | Sandra Levenez Francia             | Sandrina Illes · Austria      | Garance Blaut Francia             |
| XXXI   | 2021 | Avilés · ( España)               | Joselyn Brea ITU                   | Ai Ueda Japón                 | Marion Legrand Francia            |
| XXXII  | 2022 | Târgu Mureș · ( Rumania)         | Joselyn Brea · Venezuela           | Céline Kaiser · Alemania      | Ai Ueda Japón                     |
| XXXIII | 2023 | Ibiza · ( España)                | Emma Pallant Reino Unido           | Zsanett Bragmayer · Hungría   | Ai Ueda Japón                     |
| XXXIV  | 2024 | Townsville ( Australia)          | Marion Legrand Francia             | Richelle Hill Australia       | Jeanne Dupont · Bélgica           |
| XXXV   | 2025 | Pontevedra · ( España)           | Giorgia Priarone · Italia          | María Varo · España           | Camille Laurent Francia           |

## Medallero histórico
- Actualizado hasta Pontevedra 2025 (prueba élite individual).[1]

| Núm. | País            | Oro | Plata | Bronce | Total |
| ---- | --------------- | --- | ----- | ------ | ----- |
| 1    | Francia         | 13  | 16    | 16     | 45    |
| 2    | Reino Unido     | 11  | 9     | 11     | 31    |
| 3    | Australia       | 9   | 5     | 5      | 19    |
| 4    | Bélgica         | 7   | 6     | 7      | 20    |
| 5    | España          | 5   | 7     | 8      | 20    |
| 6    | Países Bajos    | 4   | 2     | 7      | 13    |
| 7    | Nueva Zelanda   | 3   | 0     | 0      | 3     |
| 8    | Estados Unidos  | 2   | 5     | 2      | 9     |
| 9    | Hungría         | 2   | 2     | 1      | 5     |
| 10   | Portugal        | 2   | 1     | 1      | 4     |
| 11   | Suiza           | 1   | 5     | 1      | 7     |
| 12   | Japón           | 1   | 3     | 2      | 6     |
| 13   | Canadá          | 1   | 3     | 1      | 5     |
| 14   | Alemania        | 1   | 2     | 3      | 6     |
| 15   | Austria         | 1   | 1     | 0      | 2     |
| 15   | República Checa | 1   | 1     | 0      | 2     |
| 15   | Sudáfrica       | 1   | 1     | 0      | 2     |
| 18   | Italia          | 1   | 0     | 4      | 5     |
| 19   | Argentina       | 1   | 0     | 0      | 1     |
| 19   | Dinamarca       | 1   | 0     | 0      | 1     |
| 19   | ITU             | 1   | 0     | 0      | 1     |
| 19   | Venezuela       | 1   | 0     | 0      | 1     |
| 23   | México          | 0   | 1     | 1      | 2     |
|      | TOTAL           | 70  | 70    | 70     | 210   |